# Andreas Zelinka

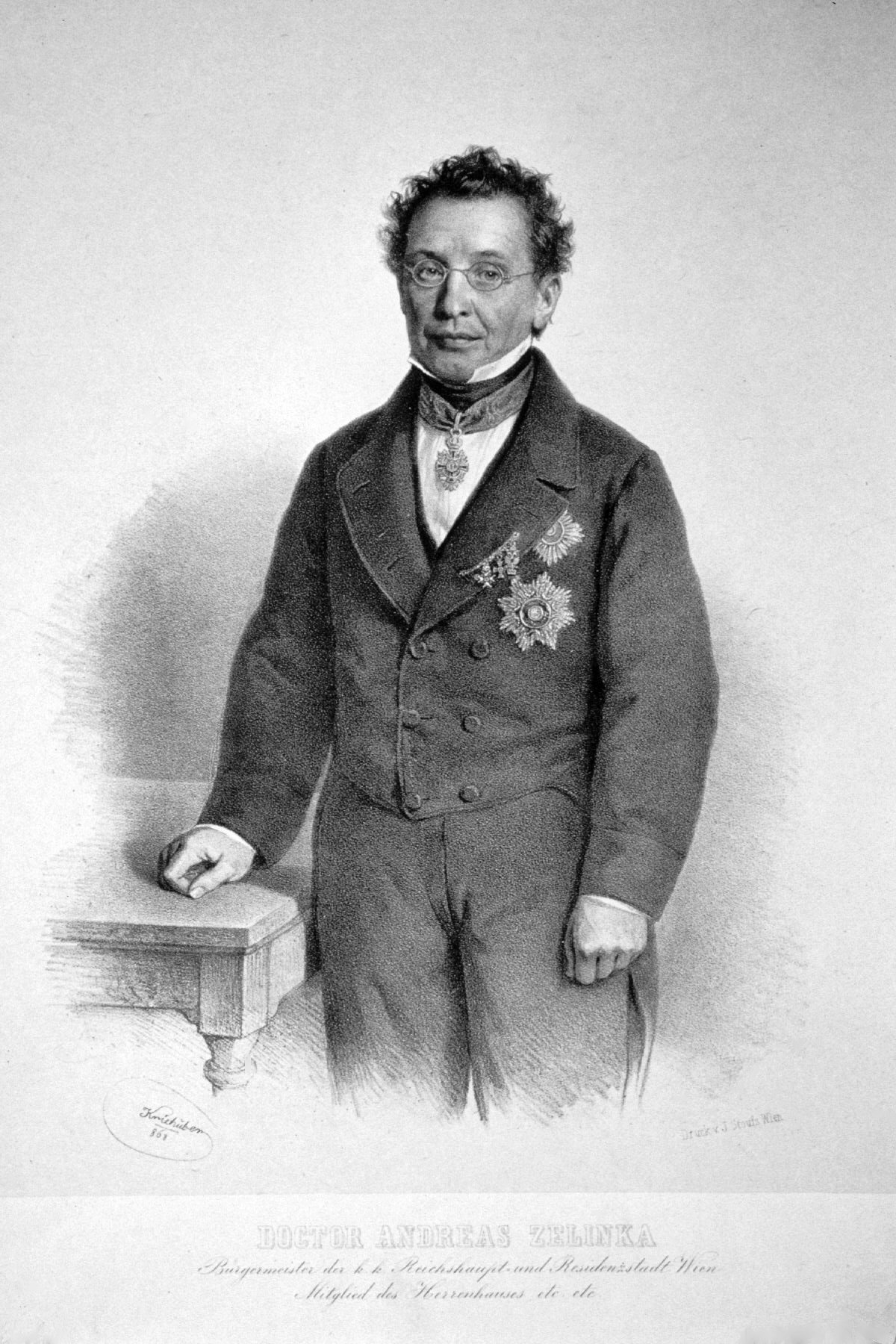
Andreas Zelinka, Lithographie von Joseph Kriehuber 1868

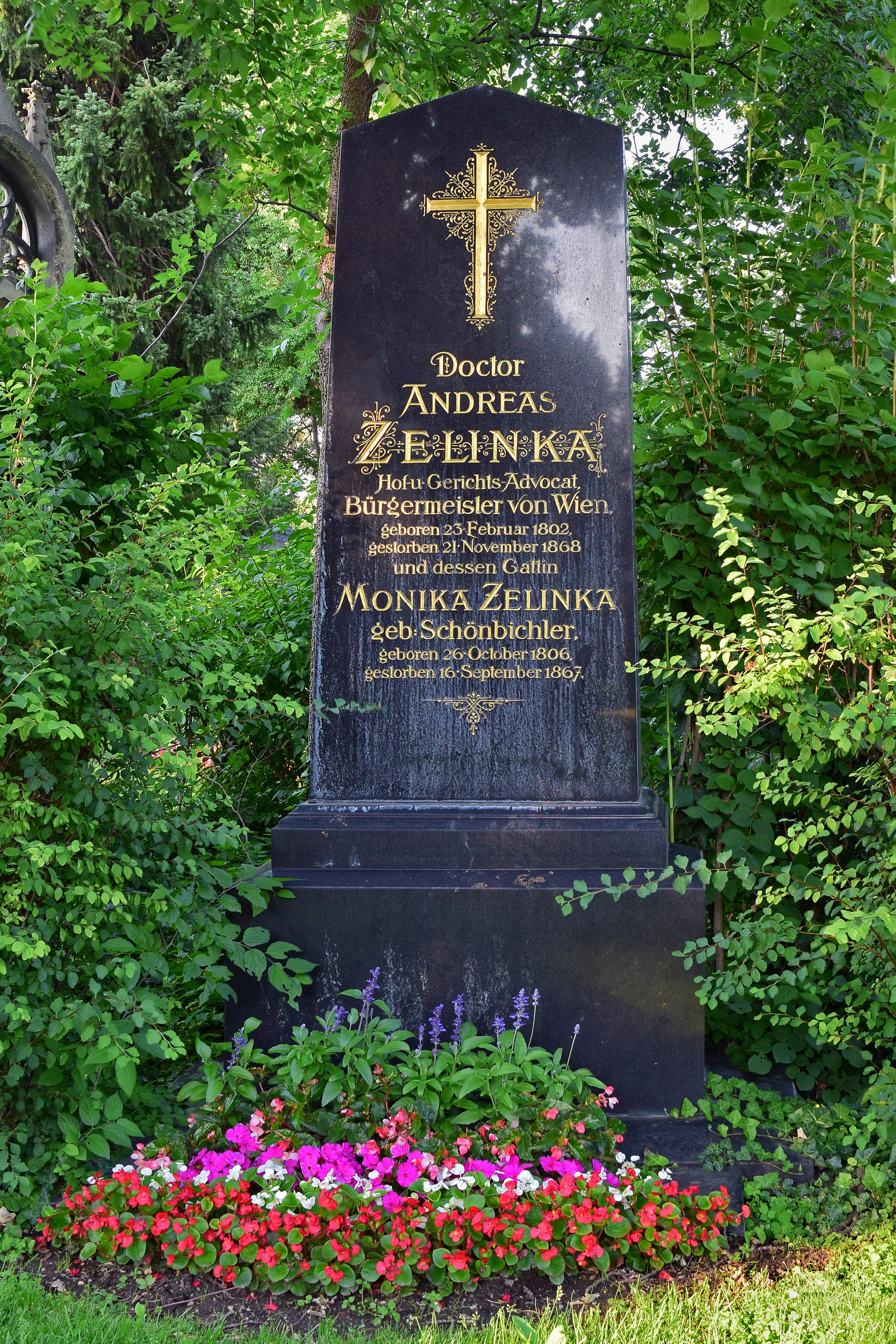
Grab von Andreas Zelinka auf dem Wiener Zentralfriedhof

Andreas Zelinka (* 23. Februar 1802 in Wischau, Mähren; † 21. November 1868 in Wien) war von 1861 bis 1868 Bürgermeister von Wien.

## Leben
Andreas Zelinka besuchte das Gymnasium und Philosophicum in Brünn. Von 1821 bis 1825 studierte er Jus an der Universität Wien, 1829 promovierte er zum Dr. jur.
Ab 1831 war Andreas Zelinka Sanitätskommissär, dann als Rechtsanwalt tätig. 1848 wurde er in den Wiener Gemeinderat gewählt, dessen Vizepräsident er 1849 wurde. 1850 erhielt er den Franz-Joseph-Orden. Von 1861 bis 1868 war er Bürgermeister von Wien, ab 1862 auch Abgeordneter zum Landtag von Niederösterreich und ab 1867 Mitglied des Herrenhauses. In seine Zeit fiel die Planung der I. Wiener Hochquellenwasserleitung, der Donauregulierung und des Wiener Zentralfriedhofs. 1865 wurde die Ringstraße teilweise eröffnet. Am 23. August 1863 eröffnete er das Kaiser-Geburtstagsfest, das erste Volksfest im Wiener Prater.
Sein Jahresgehalt von 12.000 Gulden gab er zur Gänze für Almosen und Spenden aus. Von den Wienern wurde er liebevoll Papa Zelinka genannt.
Im Jahr 1869 wurde in Wien Innere Stadt (1. Bezirk) die Zelinkagasse nach ihm benannt. Sein Grab befindet sich am Wiener Zentralfriedhof (Gruppe 14A, Nummer 16).
Im Wiener Stadtpark wurde ihm zu Ehren ein vom Bildhauer Franz Pönninger gestaltetes Denkmal in Form einer klassizistischen Bronzebüste errichtet.